# Глухой постальвеолярный сибилянт
Глухой постальвеолярный сибилянт — звук, представленный в некоторых языках. Артикулируется позади альвеолярного бугорка при приближении кончика языка к нёбу при участии голосовых связок. Встречается в том числе в английском и немецком языках.

## Свойства
- Место образования: постальвеолярный
- Способ образования: фрикативный
- Тип фонации: глухой
- Шумный
- Пульмонический согласный

## Распространение
| Язык        | Слово               | МФА                | Перевод                 | Примечание |
| ----------- | ------------------- | ------------------ | ----------------------- | --- |
| Аварский    | шагьар              | [ʃaɦar]            | 'город'                 | |
| Английский  | sheep               | [ˈʃiːp]            | 'овца'                  | См. Английская фонетика |
| Арабский    | شجرة                | [ʃad͡ʒarɑ]          | 'дерево'                | |
| Армянский   | շուն                | МФА: [ ʃun]о файле | 'собака'                | |
| Болгарский  | юнашки              | [jonaʃki]          | 'героический'           | |
| Казахский   | шаш / şaş           | [ʃаʃ]              | 'волосы'                | |
| Кыргызский  | шаарбашы            | [ʃαʕαr'bαʃɯ]       | 'мэр', 'градоначальник' | Между двумя одинаковыми гласными произносится звонкий фарингальный фрикатив (ʕ) как вследствие редуцирования звонкого увулярного спиранта (ʁ) между двумя одинаковыми гласными. |
| Немецкий    | schön               | [ˈʃøːn]            | 'красивый'              | См. Немецкая фонетика |
| Татарский   | шулай, şulay, ﺵﯮلﯪي | [ˈʃŭlaɪ]           | 'так'                   | |
| Фарси       | شاه                 | [ˈʃɒh]             | 'царь'                  | |
| Французский | cher                | [ ʃɛʁ]             | 'дорогой'               | См. Французская фонетика |
| Чувашский   | шурă                | ['ʃurə]            | 'белый'                 | |